# Narope sarastro
Narope sarastro är en fjärilsart som beskrevs av Otto Staudinger 1886 . Narope sarastro ingår i släktet Narope och familjen praktfjärilar. Inga underarter finns listade i Catalogue of Life.